# Nordiska Bokhandeln

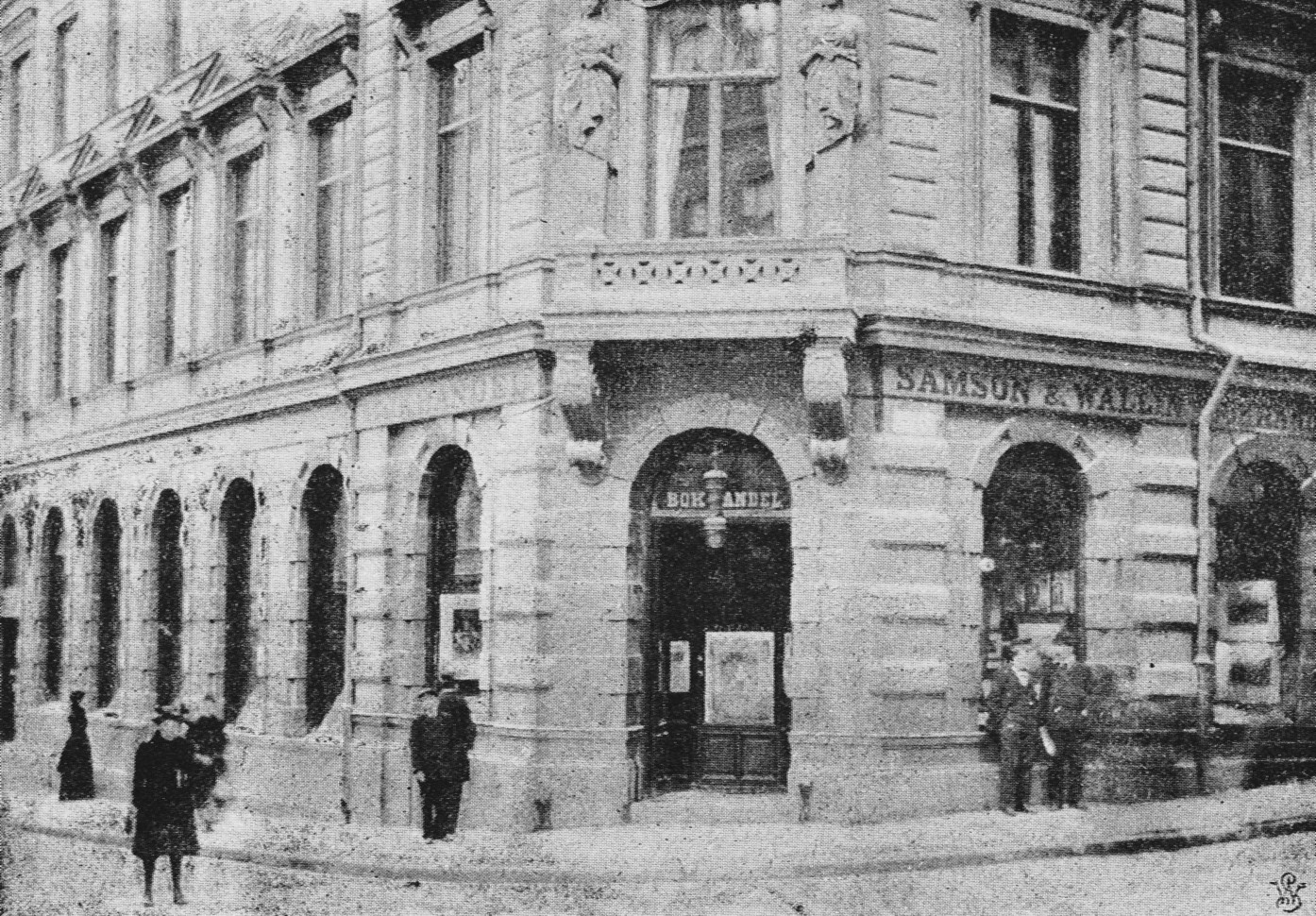
Samson & Wallin Bokhandel, Drottninggatan 7, 1894.

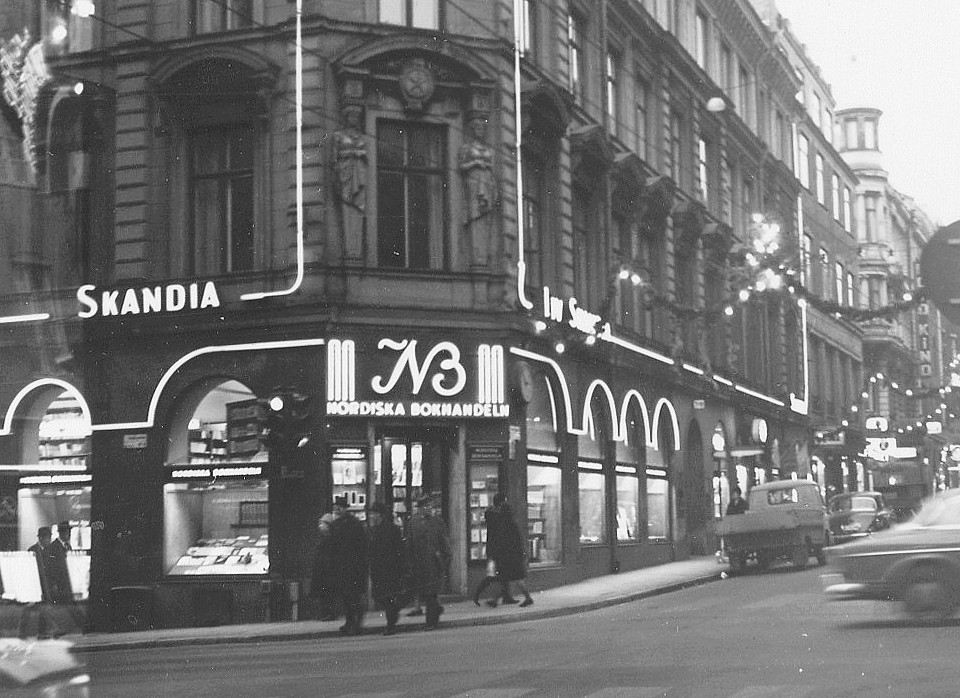
"NB", Drottninggatan 7, 1964.

Nordiska Bokhandeln (NB) var en svensk bokhandelsrörelse, grundad 1851 och nedlagd 1986. Nordiska Bokhandeln står även som utgivare av drygt 200 böcker.

## Historik
Nordiska bokhandeln grundades i Stockholm av Aron Samson (1823-1887) och Erik W. Wallin (1823-1894) som Samson & Wallins bokhandel. Deras bokhandel öppnade 1851 vid Storkyrkobrinken i Gamla stan. Verksamheten övertogs 1886 av Wallin ensam och 1896 av Hulda Wallin, som 1897 tog in C. A. Strömberg som delägare. 1901 ombildades Nordiska bokhandeln till aktiebolag efter en rekonstruktion av Otto Hirsch. Efter detta kom Nordiska Bokhandeln att bli Sveriges största bokhandel. Huvudbutiken låg efter 1894 vid Drottninggatan 7 med ingång från hörnet.
Verksamheten förvärvades 1974 av Esselte, och varumärket levde vidare i Nordiska Bokhandelns Förlag med inriktning mot läromedel inom medicin och i Nordiska Bokhandelsgruppen.